# Weezer
Weezer és una banda nord-americana de pop punk / rock alternatiu. Formada el 14 de febrer de 1992, fins avui han publicat tretze àlbums d'estudi i diversos treballs complementaris.
La banda és coneguda per molts singles reeixits com «Buddy Holly», «Undone - The Sweater Song», «Island in the Sun» i «Beverly Hills» que pertanyen a l'etapa inicial de la discografia de la banda. De la resta de cançons només destaca la cançó «Pork and Beans». L'any 2019 van publicar dos àlbums d'estudi en quasi només un mes de diferència.
Weezer ha superat els 35 milions d'àlbums venuts arreu del món.

## Història

### Inicis (1992–1993)
El grup es va formar el 14 de febrer de 1992 a Los Angeles, per Rivers Cuomo (veu i guitarra), Matt Sharp (baix), Pat Wilson (bateria) i Jason Cropper (guitarra). A les cinc setmanes van donar el seu primer concert com a teloners de Dogstar, la banda de l'actor Keanu Reeves. Van continuar donant concerts a l'escena de Los Angeles fins a signar amb Geffen Records.

### The Blue Album(1993–1994)
L'agost de 1993 Weezer van ser a Nova York per gravar el seu primer disc, el que seria conegut com The Blue Album, davall les ordres de l'ex-membre de The Cars, Ric Ocasek. Després d'enllestir la gravació, Cuomo va acomiadar Jason Cropper i va contractar Brian Bell, procedent de la banda Carnival Art. Les guitarres enregistrades per Cropper van ser enregistrades de nou per Cuomo i les veus per Bell. En aquest disc es troben èxits com «Buddy Holly» (el vídeo del qual seria inclòs en el CD-ROM del Windows 95) o «Undone - The Sweater Song». El disc recollia influències de grups com els Pixies o els Beach Boys, amb un so que podia oferir similituds amb bandes del moment com Pavement, Sebadöh o Dinosaur Jr.

### Pinkerton(1995–1997)
Al desembre del 94, la banda es va prendre un respir després de la gira nadalenca i Rivers Cuomo va tornar al seu Connecticut natal, on va gravar una òpera rock en un 8 pistes, Songs From The Black Hole (Cançons des del forat negre). El grup va començar a treballar sobre aqueix concepte però finalment va ser abandonat, encara que van aprofitar algunes cançons per al posterior àlbum Pinkerton.
El segon àlbum va ser considerat com un fracàs comercial i també la crítica més pròxima al comercial ho va criticar. La revista Rolling Stone va qualificar Pinkerton com el pitjor disc del 96. Ningú esperava que les melodies alegres i la creativitat pop del disc blau anaven a desaparèixer per a deixar pas a un so brut, replet de cruesa i distorsió, amb lletres totalment íntimes, que no eren sinó el reflex de la vida de Rivers Cuomo en aqueix moment: algú totalment insegur, que no havia sabut gaudir del seu èxit momentani (va deixar la banda durant un semestre per a estudiar Filologia Anglesa a Harvard) i que patia les doloroses conseqüències d'una operació correctora en la cama, la qual cosa va acabar recloent-lo i convertint-lo en un «ermità». El fracàs de Pinkerton va donar ales a les crítiques que comparaven Weezer amb els one hit wonders, bandes d'un només èxit.

### Descans (1997–2000)
El grup va abandonar tota activitat a principi de 1997. Mentre que el baixista Matt Sharp va formar la banda The Rentals, amb la qual recolliria elements del so de Pinkerton, el guitarrista Brian Bell va fer el propi amb The Space Twins, i el bateria Patrick Wilson amb The Special Goodness, el líder de la banda, Rivers Cuomo, va abandonar Califòrnia una altra vegada per a allunyar-se de la indústria musical, jugar al futbol en una lliga semiprofessional, i escriure cançons sense haver d'assajar-les amb Weezer, encara que va acabar formant la Rivers Cuomo Band, amb la que va tocar cançons pop més pròximes als anys 60 que a 1997, però no va donar més de deu concerts acompanyat d'aqueixa formació. Així i tot, les gravacions dels concerts d'aquesta efímera banda són molt apreciades pels seguidors de Weezer, ja que aporten una nova dimensió al repertori de Cuomo.
Cap a la fi dels anys noranta, van començar a sorgir milers de fans de Weezer, que es van veure identificats amb les lletres de Pinkerton, que parlaven de fracàs, inseguretat i frustració sexual. Així mateix, aqueixos fans també van formar bandes, com Ozma, que imitaven el so de la banda de Rivers Cuomo. Internet va ser el mode de contacte de tots ells, i a poc a poc, Weezer va obtindre un estatus de grup de culte, el qual va afavorir la tornada del grup.
Així, la banda va tornar a assajar, aquesta vegada amb Mikey Welsh substituint Matt Sharp (que seguia amb la seua banda, The Rentals) al baix. Es van donar gires a locals xicotets i festivals com el Warped Tour, que els van guanyar respecte en l'escena musical del moment. Cuomo va decidir llançar gratuïtament per Internet deu cançons, que acabarien coneixent-se com Summer Songs 2K (cançons de l'estiu del 2000). Tot anava vent en popa, en condicions per a entrar a un estudi de gravació i preparar el següent àlbum.

### The Green AlbumiMaladroit(2001–2002)
The Green Album, el tercer oficial de Weezer. Durant la composició de les cançons, Rivers Cuomo va analitzar què va ser el que va fer que algunes de les seues cançons triomfaren i què va ser el que va fer que altres fracassaren. El resultat final van ser deu cançons desproveïdes d'emoció o el toc personal que es trobava a Pinkerton, però de facturació pop perfecta. Cançons com «Hash Pipe» o «Island in the Sun» (tema utilitzat en la campanya publicitària de Movistar a Espanya) van fer que el disc verd venguera quasi dos milions de còpies.
Segons Cuomo, l'èxit de The Green Album no va ser de cap manera improvisat. Va passar mesos llegint Nietzsche, biografies de Juli Cèsar, Napoleó o Cèsar Borja, per a establir el seu propi plans de dominació mundial, en aquest cas l'èxit comercial, no sols analitzant la seua pròpia música, sinó també la d'altres, com Kurt Cobain (Nirvana) o Noel Gallagher (Oasis).
En veure que tots els seus plans anaven funcionant, i que la discogràfica li havia donat carta blanca per a fer el que volguera en el següent disc, Rivers Cuomo va començar a comportar-se de manera diferent. Ell mateix va prendre les regnes econòmiques de la banda, convertint-se en el mànager. També va advertir la resta dels seus companys que cap d'ells era imprescindible, i que per tant, podria substituir-los a tots. Va arribar fins i tot a posar-li una multa de 2.000 $ a Brian Bell per tocar en un concert amb la guitarra desafinada. Aquesta situació va provocar un gran deteriorament en la relació entre el grup, que va culminar amb la marxa del baixista Mikey Welsh (que va acabar reclòs en un manicomi). En el pla musical va radicalitzar els mètodes de composició que havia utilitzat en el Green Album, creant fórmules per a compondre centenars de cançons en poc de temps.
Scott Shriner, procedent de grups d'hard-rock californians, va ser el tercer baixista de la història de Weezer, aportant contundència al so de la banda. Contundència que es veuria reflectida en Maladroit, el quart i més polèmic àlbum del grup. Amb un mètode de gravació que poques vegades s'havia vist abans, ensenyant les maquetes diàries als fans a la seua pàgina web perquè ells decidiren, i amb un gir a les arrels metal·leres de Cuomo, va suposar una davallada en la discografia de Weezer. El disc no va convèncer molta gent, i ja eren molts els nostàlgics de l'època en què Matt Sharp era el baixista i donava al grup el seu toc personal.

### Make Believe(2003–2006)
Després de la gira de Maladroit la banda va tornar a l'estudi per enregistrar el que seria el cinquè àlbum però després de tenir preparades unes 30 maquetes, Rivers Cuomo va decidir rebutjar-les i tornar a Harvard. La gravació del cinquè disc es va alentir, tardant tres anys a ser acabat, davall les ordres del famós productor Rick Rubin, que va introduir Cuomo en el món de la meditació Vipassana. Així, el 10 de maig de 2005, va eixir a la venda Make Believe. El primer single del disc «Beverly Hills» ha aconseguit quotes d'èxit i popularitat sense precedents per a la banda. El 2005 Rivers Cuomo planejà tornar a Harvard per un semestre per a llicenciar-se definitivament. Matt Sharp pel seu costat, va anunciar el 24 d'octubre del 2005, que tornava amb la seua banda The Rentals després d'haver considerat seriosament tornar a Weezer com a cinquè membre.

### The Red Album(2007–2008)
El 2006 la banda va estar fent un descans de tours i promocions. A l'estiu de 2006, MTV news va especular sobre el final de la banda, basant-se en paraules de Rivers Cuomo en una entrevista de la MTV. Molts mitjans de comunicació nord-americans van prendre eixe rumor com a titular i van començar a anunciar la separació del grup. Amb això, següents declaracions de Cuomo al seu bloc deien que li van traure de context i que la banda continuava junta i que havia escrit noves cançons i que continuarà fent-ho. Altres membres també van confirmar la continuïtat de la banda.
Weezer va anunciar un possible llançament d'un DVD en viu sobre la gira del Japó fet el 2005 amb material d'arxiu de darrere els escenaris. El DVD es va anunciar cap a la fi de 2005, però en notícies al web de la banda, Karl Koch va dir que «estava quasi del tot fet però s'ha deixat en pausa per ara.»
Una notícia de Yahoo! news va anunciar una col·lecció de grans èxits de Weezer per a la tardor de 2006 i que aquesta en portaria noves cançons. El web de la banda va dir que l'anunci era prematur i que els plans del CD de grans èxits encara no s'havien acabat. Weezer encara té un contracte amb Geffen per a dos discs més i els membres de la banda, malgrat no ser entrevistats molt sovint sobre açò, encara continuen parlant de plans futurs amb Weezer. Al febrer del 2007, Rick Rubin, en una entrevista per a MTV News, va mencionar que Cuomo li estava enviant noves maquetes, confirmant que la banda segueix junta i que estaran treballant en nou material en un futur pròxim. L'11 de març de 2007 Weezer va confirmar al seu MySpace que la banda seguia junta encara que «darrere de portes tancades». El 9 d'abril de 2007 van penjar a internet una maqueta anomenada «Pig». No se sap si aquesta cançó, la qual només conté veus, guitarra, piano i harmònica, serà utilitzada per a un futur disc de la banda.
El 25 de juny del 2007 Rivers Cuomo va confirmar que el disc nou serà tret a la venda a començament de 2008 en un post de Weezer.com. Al desembre del 2007, Rivers Cuomo va traure a la venda un disc recopilatori titulat Alone: The Home Recordings of Rivers Cuomo. L'àlbum conté maquetes de Cuomo des del 1992 al 2007, incloent cançons de l'abandonat segon disc de Weezer, Songs from the Black Hole.
L'1 d'abril de 2008 es va anunciar que el disc s'anomenaria de nou Weezer, referint-se a ell com a The Red Album. Addicionalment, es va revelar que part de les sessions d'enregistrament del disc van ser produïdes per Jacknife Lee i que la cançó «Pork and Beans» seria el primer single.
El sisè àlbum d'estudi es va llançar al mercat nord-americà al 3 de juny de 2008, justament tres anys després de Make Believe. El disc va ser produït per Rick Rubin i Rich Costey el va mesclar. Les gravacions les descriuen com a «experimentals», i segons Cuomo, inclouen cançons llargues i no-tradicionals, percussió TR-808, sintetitzadors, Southern rap, contrapunts de música barroca, entre d'altres.

### Raditude(2009–2010)

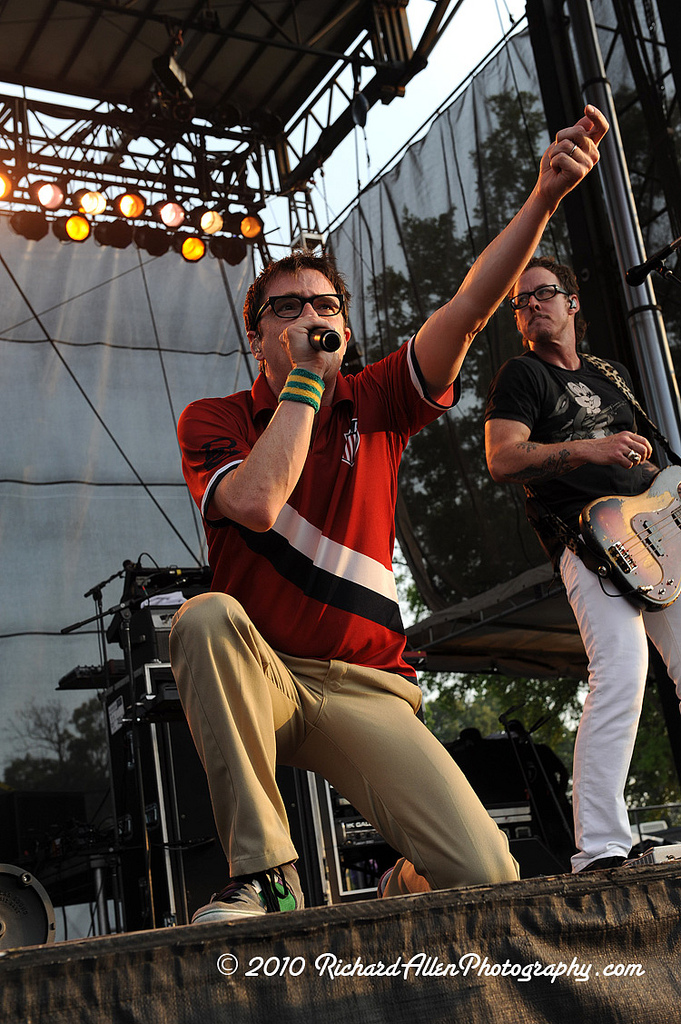
Weezer en concert a Bonnaroo (2009).

Al novembre de 2008, en acabar la gira Troublemaker, es va anunciar que Weezer estava ja enregistrant un setè disc d'estudi, el qual es va confirmar a l'agost de 2009 amb el títol de Raditude i va eixir a la venda el 27 d'octubre de 2009 després de diverses endarreriments. A diferència dels treballs anteriors, la realització d'aquest treball fou relativament curta perquè tots els membres van contribuir en la composició de les cançons. El grup va treballar sota la producció de Jacknife Lee, amb el qual havien treballat en alguna cançó de l'anterior disc. Durant el procés de gravació van penjar diversos vídeos a YouTube perquè els fans poguessin veure com treballaven. A l'estiu de 2009, el grup va tocar tres cançons del nou treball en un concert a Corea del Sud. El primer senzill, (If You're Wondering If I Want You To) I Want You To, estava previst pel 25 d'agost, però s'hagué d'avançar al 16 d'agost a causa d'unes filtracions.
Al desembre de 2009 havia de començar la gira de presentació del nou treball, però Cuomo va patir un accident de trànsit amb un autobús i les dates previstes per aquest mes es van cancel·lar. La banda preparava una col·lecció de rareses anomenada Odds and Ends i també té previst el llançament d'una edició deluxe de Pinkerton. El gener de 2010, Weezer va gravar una nova cançó per la banda sonora de la pel·lícula Shrek Forever After. Al juny del 2010, la banda va llançar un nou single anomenat «Represent» aprofitant la Copa del Món de Futbol de 2010 intentant ser «l'himne no-oficial de la selecció de futbol dels Estats Units».

### Hurley(2010–2013)
L'agost de 2010, el grup va anunciar que el pròxim àlbum que traurien al mercat s'anomenaria Hurley i eixiria al mercat al 14 de setembre de 2010 amb la discogràfica independent Epitaph Records. El nom prové del personatge d'Hugo «Hurley» Reyes de la sèrie televisiva Lost. Jorge Garcia, l'actor que va encarnar Hurley, va afirmar que estar a la portada de l'àlbum és per a ell «un dels majors honors de tota la seua carrera professional.» Cuomo va indicar que es tractava d'un disc de rock molt energètic.
El 2 de novembre de 2010, Weezer va publicar una versió deluxe de Pinkerton titulada Death to False Metal, amb 25 demos, rareses i gravacions en directe. Cuomo va assenyalar que les cançons d'aquest àlbum formaven part de tota la seva trajectòria però que no havien entrat a cap treball anterior perquè ere massa estranyes, massa pop, massa metal o massa punk.
Durant el 2011, Weezer va enregistrar una versió del senzill «You Might Think» per la banda sonora de Cars 2.

### Everything Will Be Alright in the End,White AlbumiPacific Daydream(2014–2018)
A principi de 2014 van anunciar que estaven treballant en l'enregistrament d'un nou àlbum d'estudi amb la producció de Rik Okasek. Un videoclip d'una cançó nova fou penjat al canal oficial de la banda a Youtube al març del mateix any. Titulat Everything Will Be Alright in the End, la publicació d'aquest nou àlbum es va produir a l'octubre de 2014, i tingué una recepció força favorable. Van llançar tres senzills i poc després van anunciar un nou àlbum d'estudi conegut com el The White Album. En suport de l'àlbum van realitzar una gira amb la banda Panic! at the Disco. Com que tenien nou material ja disponible, a continuació van preveure enregistrar un nou treball a la fi de 2016. Com que Cuomo no n'estava prou convençut, van ajornar la gravació de l'àlbum uns mesos, i finalment van publicar Pacific Daydream a l'octubre de 2017.

### Teal AlbumiWhite Album(2019)
Al maig de 2018 van llançar una versió de la cançó «Africa» de Toto, que va arribar al número 1 de la llista estatunidenca de cançons alternatives a l'agost, fet que no aconseguien des de «Pork and Beans» (2008). Dos dies després, Toto va respondre llançant una versió de «Hash Pipe». L'èxit aconseguit amb «Africa» els va convèncer de publicar un àlbum de versions homònim a la banda el gener de 2019, que es va conèixer com a Teal Album pel color de la seva portada. Aquest llançament fou una sorpresa, ja que a final de 2018 van llançar dos senzills del seu nou treball d'estudi. Aquest va comptar amb la producció de Dave Sitek i es va publicar al març de 2019, que seguint l'exemple de l'anterior, també era homònim i es va conèixer com a Black Album.

## Membres
Membres actuals
- Rivers Cuomo — vocalista, guitarrista (1992–present)
- Patrick Wilson — bateria, veus de fons (1992–present)
- Brian Bell — guitarrista, veus de fons (1993–present)
- Scott Shriner — baixista, veus de fons (2001–present, participa en Maladroit, Make Believe i The Red Album)

Membres anteriors
- Jason Cropper — guitarrista, veus de fons (1992–1993) (va escriure amb Cuomo la cançó «My Name is Jonas» al The Blue Album)
- Matt Sharp — baixista, veus de fons (1992–1998) (participà en The Blue Album i Pinkerton)
- Mikey Welsh — baixista, veus de fons (1998–2001) (participa en The Green Album)

Cronologia

## Discografia
- Weezer (The Blue Album) (1994)
- Pinkerton (1996)
- Weezer (The Green Album) (2001)
- Maladroit (2002)
- Make Believe (2005)
- Weezer (The Red Album) (2008)
- Raditude (2009)
- Hurley (2010)
- Everything Will Be Alright in the End (2014)
- Weezer (The White Album) (2016)
- Pacific Daydream (2017)
- Weezer (The Teal Album) (2019)
- Weezer (The Black Album) (2019)
- OK Human (2021)
- Van Weezer (2021)